# Oleg Bejenar
Oleg Bejenar (en ucraniano: Олег Валерійович Беженар, en ruso: Олег Валерьевич Беженарь; Kiev, RSS de Ucrania; 17 de septiembre de 1971-Tiraspol, Transnistria; 13 de febrero de 2023) fue un futbolista y entrenador de fútbol de Moldavia nacido en Ucrania que jugó en la posición de defensa.

## Carrera

### Jugador
| Periodo   | Club                        |
| --------- | --------------------------- |
| 1989      | Tighina-RShVSM              |
| 1991      | FC Bugeac Comrat            |
| 1992–1993 | Tiligul Tiraspol            |
| 1993      | FC Dinamo-Codru Chișinău    |
| 1993–1994 | Tiligul Tiraspol            |
| 1994      | Sportul Studentesc Chişinău |
| 1994–1995 | Bugeac Comrat               |
| 1995–1996 | FC Migdal Carahasani        |
| 1996–1998 | Dinamo Bender               |
| 1998–1999 | FC Metalurh Novomoskovsk    |
| 1999      | Arsenal Tula                |
| 2000      | Nasaf Qarshi                |
| 2002      | FC Selenga Ulan-Ude         |
| 2003      | Lokomotiv Sterlitamak       |

### Entrenador
| Periodo   | Club                      |
| --------- | ------------------------- |
| 2011      | FC Academia Chișinău      |
| 2011–2012 | FC Zimbru Chișinău        |
| 2012–2013 | FC Speranța Crihana Veche |
| 2015–2017 | FC Dacia Chișinău         |
| 2020      | FC Noah                   |
| 2022      | FC Dinamo-Auto Tiraspol   |
| 2022      | FC Akzhayik               |